# Mošovce
Mošovce (deutsch Moschotz, ungarisch Mosóc – älter auch Mossóc) ist eine der größten Gemeinden im Gebiet der Region Turz in der Mittelslowakei. Die Gemeinde ist etwa 20 km südlich von Martin und etwa 30 km nordwestlich von Banská Bystrica gelegen.

## Geschichte
Viele gut erhaltene historische Gebäude zeugen von der 770-jährigen Geschichte des Ortes. Zum ersten Mal wurde der Ort in einer Schenkungsurkunde König Andreas’ II. von Ungarn im Jahr 1233 erwähnt.
Ursprünglich bestand Mošovce aus zwei Siedlungen: Die erste, Machyuch, befand sich im Raum des heutigen Starý Rad; die zweite, Terra Moys, die dem Dorf den gegenwärtigen Namen gegeben hat, lag im Gebiet des heutigen Vidrmoch. Wegen des Namens des zweiten Siedlung, der „Land des Mojš“ bedeutet, vermutet man, dass das ganze Dorf ursprünglich einem Herren Mojš gehörte. Dieser Name könnte eine Verkürzung eines zusammengesetzten slawischen Namens „Mojtech“ sein (ähnlich Vojtech oder Mojmír). Während der Jahrhunderte hat der Name des Dorfes viele Variationen erlebt, z. B. Mossovych, Mosocz, Mossowecz, villa regia Mayos alio nomine Mossovych, oppidioum Mayus sue Mosocz, Mosocz olim Mayus bis zum heutigen Mošovce.
Der Name eines separaten altertümlichen Teils von Mošovce, die ehemalige Siedlung von Chornukov, ist bis heute in der modernen Form von Čerňakov erhalten geblieben. Zu Mošovce gehört neben dem eigentlich Ort auch noch der nordöstlich gelegene Ort Mazan, er stellt jedoch keinen offiziellen Ortsteil dar.
Mošovce entwickelte sich zuerst als eine königliche Siedlung mit einer freien Anwaltschaft, und seit der Mitte des 14. Jahrhunderts als eine der Königsburg von Blatnica unterstellte privilegierte Stadt. Im Jahr 1527 fiel es in die Hände der Familie Révay, die die Privilegien Mošovces fast 400 Jahre unterdrückte.
In der Vergangenheit war Mošovce ein wichtiges Handwerkszentrum des Gebiets um Turz. Die Handwerke erlebten eine Expansion, und es gab in der Stadt bis 15 aktive Gilden; die Schuster und die durch ihre bestickten Bundas, Mäntel und Jacken aus Lammfell, berühmten Kürschner waren die Gilden, die am längsten überlebten. Heute ist Mošovce ein wichtiges Touristengebiet mit vielen Sehenswürdigkeiten.

## Natur

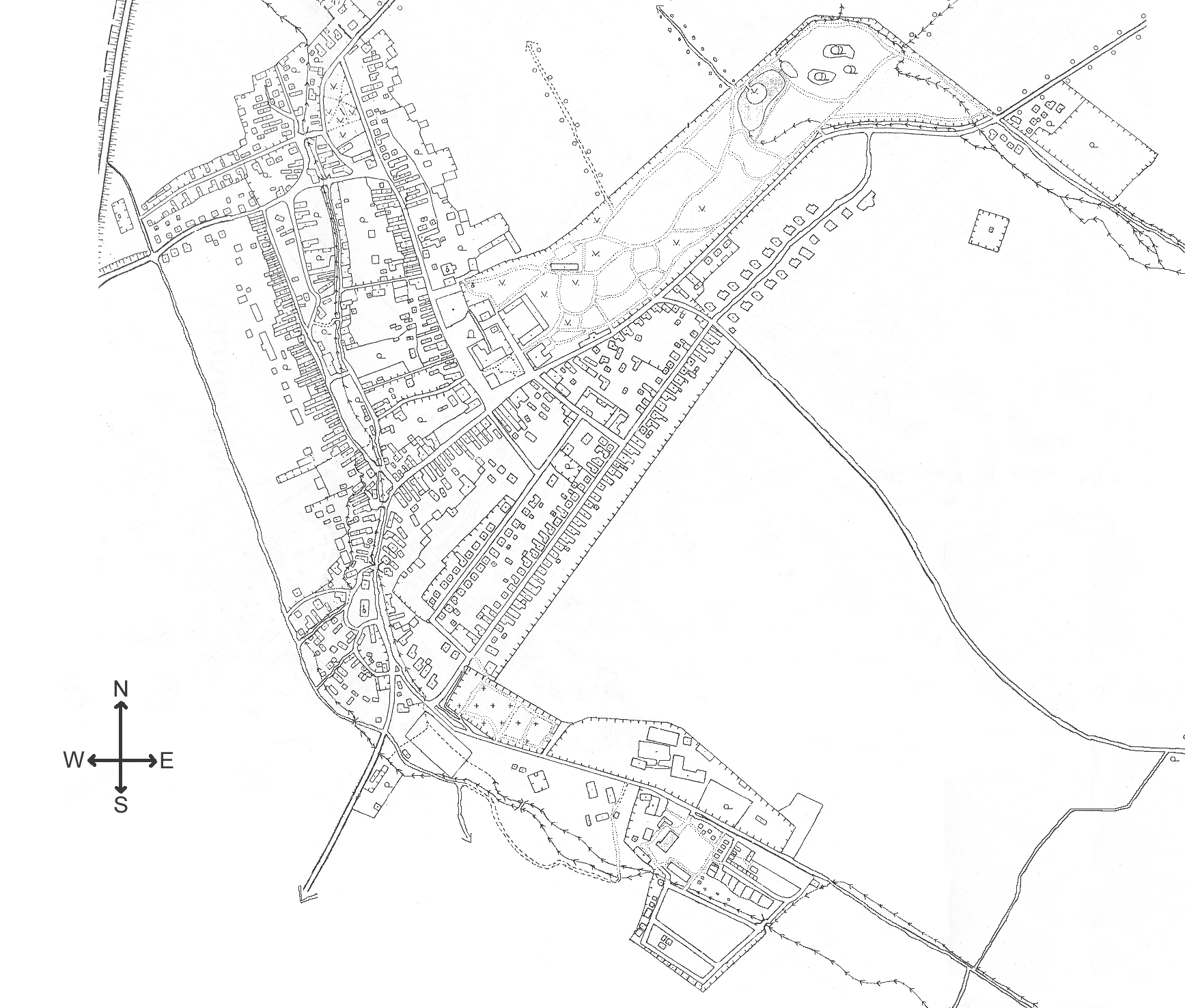
Die Karte von Mošovce

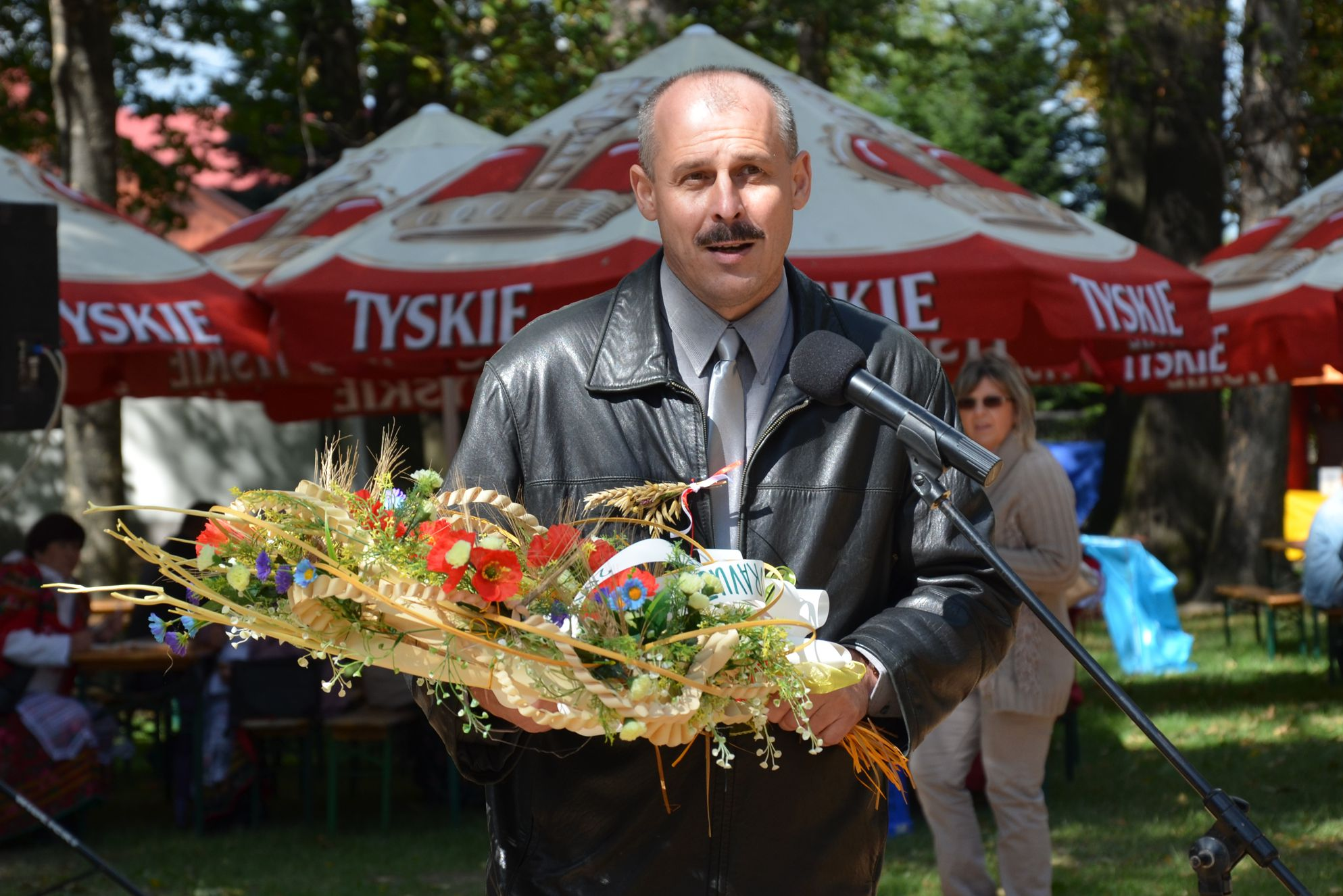
Peter Košík (Bürgermeister)

In der Umgebung von Mošovce besteht ein Komplex historischer Alleen und Wäldchen als Fortführung des Veľká-Fatra-Gebirges mit den Bergen von Tlstá, Ostrá und Drienok. Aus Kalkstein und Dolomit sind bizarre Formen entstanden. Sehenswert sind auch das naheliegende Blatnica- und Gadertal.
Ein Bach namens Mošovka fließt durch das Dorf. Er teilt sich in zwei Ärme: den Hauptflussarm und den so genannten Oberbach, der in der Vergangenheit eine Wassermühle angetrieben hat.
Am nördlichen Rand der Gemeinde, im Ortsteil Čerňakov, liegen mehrere Fischteiche, die aus dem Bach Čierna Voda gespeist werden. Ursprünglich gehörten die Teiche der Adelsfamilie Révay. Sie dienen heute der Forellenzucht.

## Bevölkerung
| Jahr                | 1994 | 2004    | 2014    | 2024    |
| ------------------- | ---- | ------- | ------- | ------- |
| Anzahl der Personen | 1340 | 1359    | 1328    | 1342    |
| Unterschied         |      | +1,41 % | −2,28 % | +1,05 % |

| Jahr                | 2023 | 2024    |
| ------------------- | ---- | ------- |
| Anzahl der Personen | 1351 | 1342    |
| Unterschied         |      | −0,66 % |

## Sehenswürdigkeiten

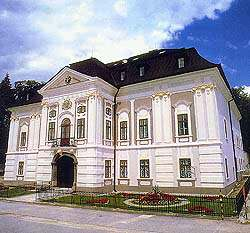
Ein Rokoko-klassisches Herrenhaus in Mošovce

Eines der merkwürdigsten Monumente ist ein Rokoko-klassisches Herrenhaus aus der 2. Hälfte des 18. Jahrhunderts mit einem großflächigen Englischen Park. Zu anderen Denkmälern im Dorf gehören: Das Geburtshaus von Ján Kollár, eine neogotische katholische Kirche mit einem wertvollen Altar, die an der Stelle eines altertümlichen Vorgängerbaus errichtet wurde, eine 1784 errichtete lutherische Kirche, ein Mausoleum, in dem sich jetzt ein Handwerksmuseum befindet, ein Jugendstil-Treibhaus und ein Pavillon aus dem Jahre 1800.

Galerie
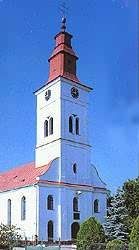
Die lutherische Kirche in Mošovce
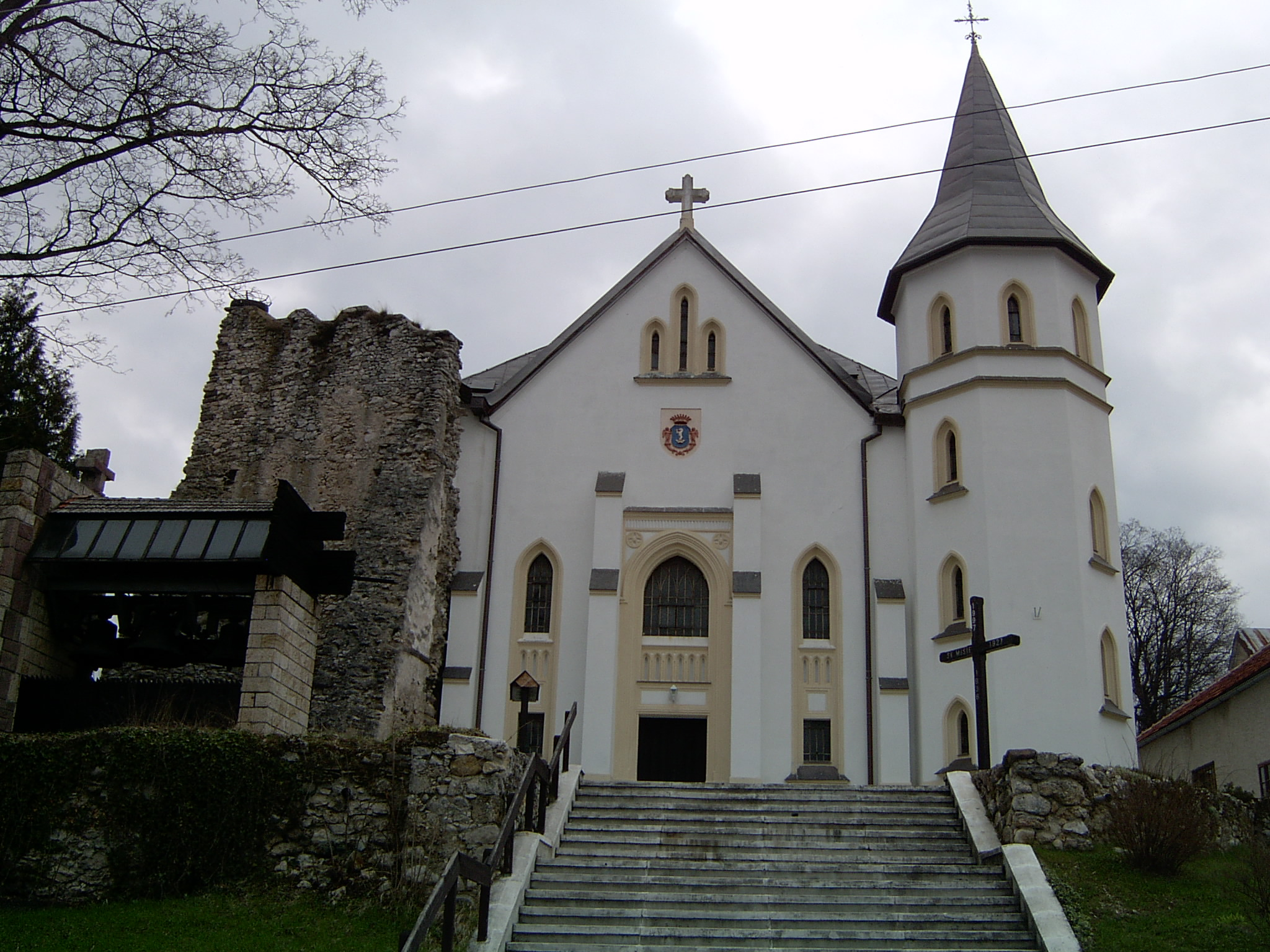
Die katholische Kirche in Mošovce
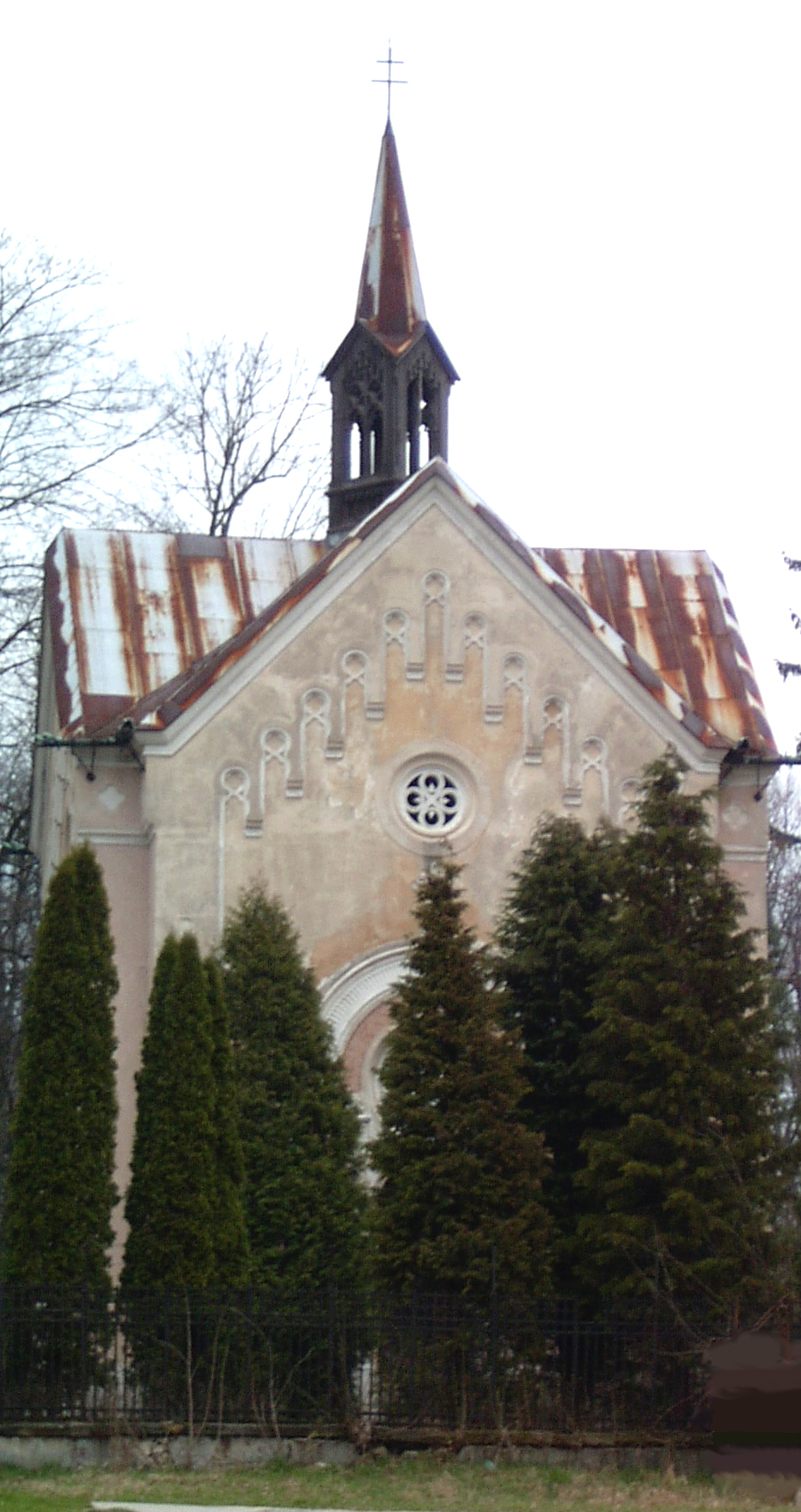
Die neogotische Kapelle, später ein Mausoleum, und heute ein Museum in Mošovce
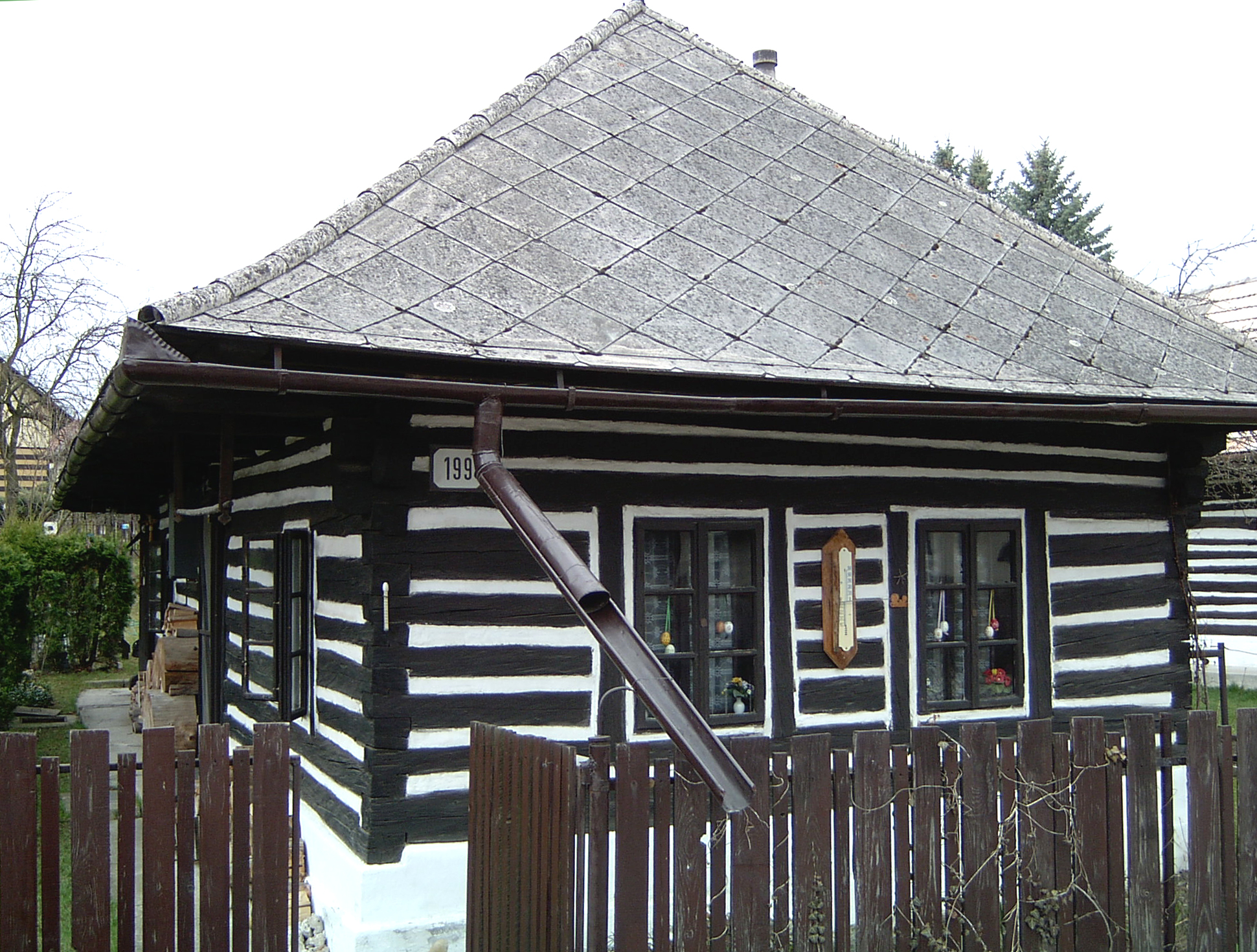
Architektur der Häuser
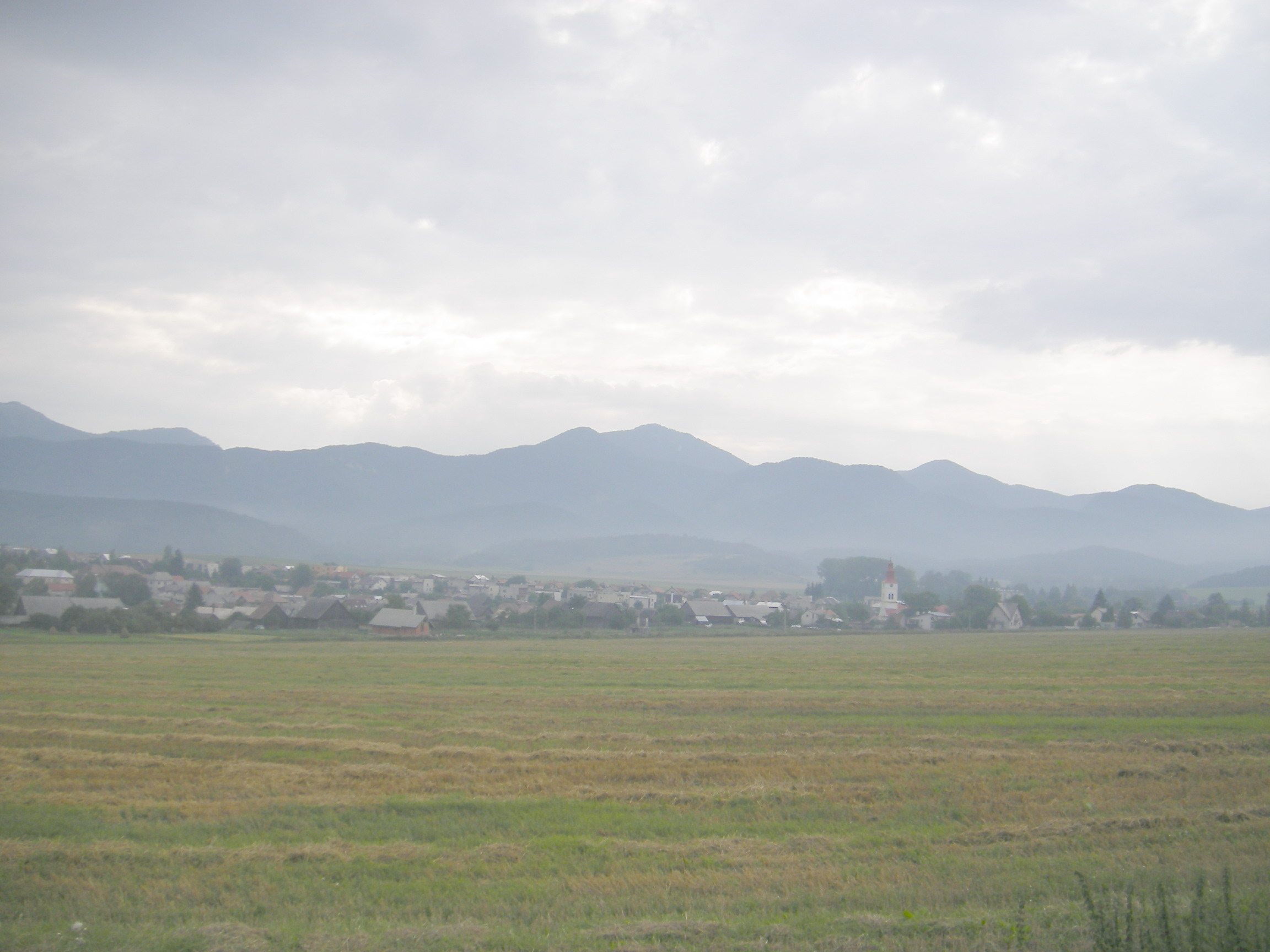
Panoramablick auf Mošovce

## Demographie
Bei der Volkszählung 2001 hatte die Gemeinde noch 1380 Einwohner, was einen Rückgang von 4,7 % der Population in den Jahren bis 2008 bedeutet. 2001 waren 98,62 % der Einwohner Slowaken, 0,72 % Tschechen und 0,14 % Ungarn. Hinsichtlich der Religion bezeichneten sich 54,78 % als Lutheraner, 30,36 % als Katholiken und 12,97 % als konfessionslos.

## Söhne und Töchter des Ortes
In Mošovce wurden mehrere bekannte Persönlichkeiten geboren, u. a. Frico Kafenda (1883–1963), Komponist; Anna Lacková-Zora (1899–1988), Schriftstellerin; Štefan Krčméry (1892–1955), Literaturkritiker, Historiker, und Dichter; Júr Tesák Mošovský, Barock-Dramatiker und Miloslav Schmidt, der Gründer der Freiwilligen Feuerwehr in der Slowakei.
Die vielleicht wichtigste Person, die in Mošovce geboren wurde, ist aber der große slawische Dichter, Philosoph und evangelische Prediger Ján Kollár (1793–1852), der die Literatur von mindestens zwei Nationen mit seinem poetischen Werk Slávy Dcera beeinflusst hat. Seine Arbeit wird bis heute als eine Quelle des slowakischen Patriotismus angesehen. Sie wurde in verschiedene slawische und nicht-slawische Sprachen übersetzt.
Darüber hinaus wurden die folgenden Persönlichkeiten in Mošovce geboren oder wirkten dort:
- Izák Abrahamides – Schriftsteller und Kirchenaktivist
- Jozef Beňovský – Drehbuchautor, Redakteur, Literaturwissenschaftler
- Dušan Čajka – Arzt
- Ján Emanuel Dobrucký – Pfarrer, sorbischer Dichter und Schriftsteller
- Ján Duchoň – Pädagoge, Philosoph und Dichter (unsicher)
- Rudolf Fraštacký – Geschäftsmann, Politiker, stellvertretender Vorsitzender des Beauftragtenausschusses, Mitglied des Widerstands
- Michal Miloslav Hodža – Erweckungsprediger, evangelischer Priester, Dichter, Linguist
- Alexander Horváth – Fußballspieler
- Ján Institoris – Lutherischer Pfarrer, Pädagoge und Schriftsteller (unsicher)
- Michal Institoris – Lutherischer Pfarrer und Dichter
- Michal Institoris-Mošovský – Schriftsteller (unsicher)
- Dušan Jamriška – Militäroffizier
- Daniel Krman – Schriftsteller und Übersetzer
- Daniel Láni – Kirchenschriftsteller
- Eliáš Láni – Dichter und Schriftsteller
- Gregor Láni – Lutherischer Würdenträger und Schriftsteller
- Viliam Lenčo – Pädagoge
- Karol Lilge – Nationalaktivist und Schriftsteller
- Matej Lochman – Priester und Chronist
- Matej Miškóci – Nationalaktivist und Pädagoge
- Zachariáš Mošovský -- Humanistischer Schriftsteller (unsicher)
- Matej Polereczky – Militäroffizier
- Ján Sturmayr – Architekt
- Ján Šikura – Historiker
- Ondrej Šoltýs – Enzyklopädiker
- Samuel Štarke – Nationalaktivist
- Ján Šulek – Lutherischer Pfarrer, Pädagoge und Schriftsteller
- Jozef Tatár – Schriftsteller und Lehrer
- Ladislav Zgúth – Nationalaktivist und Journalist
- Peter Pavol Zgúth-Vrbický – Dichter, Kinderbuchautor

## Aktivitäten der Gemeinde

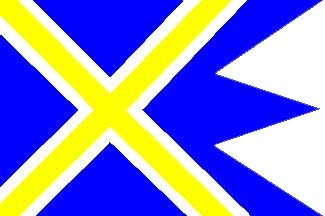
Fahne Mošovces

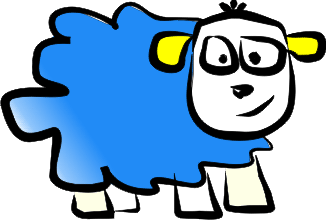
Das Maskottchen von Mošovce

Im Dorf befindet sich die Mittlere Gesamtfachschule der Fischerei und Landwirtschaft, die zu den wenigen Schulen ihrer Art in Mitteleuropa gehört. Der traditionelle Mošovcer Michael-Jahrmarkt, der Anfang Oktober stattfindet, gehört zu den größten derartigen Ereignissen der Slowakei. Neben dem Neujahrsfeuerwerk und dem klassischen Maibaum, ist auch der Feuerwehrball, der während des Faschings organisiert wird, zu erwähnen.
In der Vergangenheit, bis der Anfang der 1990er Jahre, wurde in der Gemeinde in jedem Jahr ein Halbmarathon mit dem Namen SNP-Rennen organisiert. Außerdem gibt es in Mošovce seit 1977 jeweils Ende August den Volleyballwettkampf um den Pokal von ŠRZ Drienok – den größten Amateurvolleyballwettkampf in der Slowakei, an dem über 90 Mannschaften teilnehmen. In der gleichen Periode werden traditionell Kränze am Denkmal des Slowakischen Nationalaufstands niedergelegt.
Die Gemeinde Mošovce hat eine Partnerschaft mit den folgenden Gemeinden geschlossen:
- Lalić – Serbien
- Kozy – Polen
- Dwikozy – Polen

## Wirtschaft
Bis zum Anfang der 90er gab es in der Gemeinde eine Fabrik zur Pelzverarbeitung und im Zusammenhang damit auch weitere Betriebe, die Pelzbekleidung herstellten. Später orientierte sich die Bevölkerung auf touristische Dienstleistungen (Thermalquellen), die Lebensmittelindustrie (Bäckereien), die Bauindustrie (Produktion von Betonpräfabrikaten und montierten Häusern, traditionelle Bauten) und Fischerei (Teiche) um. Die Landwirtschaft bleibt wichtig, mit einer steigenden Bedeutung der Forstwirtschaft.
Es ist aber nötig zu betonen, dass die Funktion der Gemeinde trotzdem überwiegend residentiell bleibt, und die Mehrheit von der ökonomisch aktiven Bevölkerung in den naheliegenden Städten von Turčianske Teplice und Martin arbeitet.